# Dmitri Anatoljewitsch Medwedew

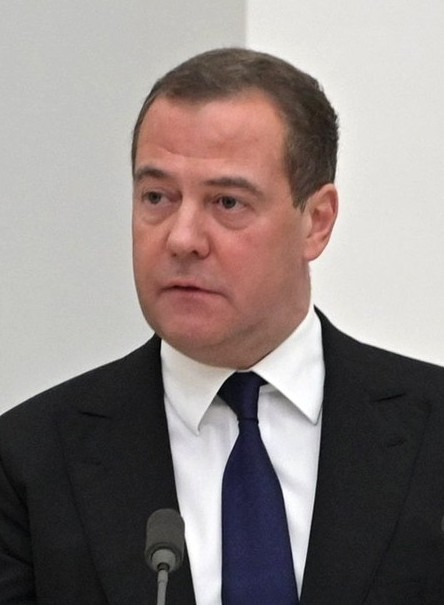
Dmitri Medwedew (2022)

Dmitri Anatoljewitsch Medwedew (russisch Дмитрий Анатольевич Медведевⓘ, wissenschaftliche Transliteration Dmitrij Anatol’evič Medvedev; * 14. September 1965 in Leningrad, Russische SFSR, Sowjetunion) ist ein russischer Politiker. Der Gefolgsmann Wladimir Putins war von 2008 bis 2012 Präsident Russlands und anschließend bis 2020 Ministerpräsident der Russischen Föderation. Medwedew ist außerdem seit 2012 formal Vorsitzender der Partei Einiges Russland und seit 2020 stellvertretender Leiter des Sicherheitsrates der Russischen Föderation.
Seit dem Beginn des russischen Angriffskrieges gegen die Ukraine 2022 machte Medwedew wiederholt mit Verschwörungstheorien und radikalen sowie betont martialischen Äußerungen über die Ukraine und „den Westen“ auf sich aufmerksam. Unter anderem drohte er wiederholt mit einem Atomkrieg gegen den Westen und dem „Verschwinden der Ukraine von der Landkarte“. Er wurde auf eine Sanktionsliste der Vereinigten Staaten gesetzt.

## Leben

### Herkunft und Familie
Medwedew wuchs als Einzelkind in einer Mittelschichtfamilie im Neubaugebiet des Leningrader Vorortes Kuptschino auf. Sein Vater, Anatoli Afanassjewitsch Medwedew (1926–2004), war Professor für Maschinenbau am Technologischen Institut Leningrad (LTI), seine Mutter Julia Weniaminowna Schaposchnikowa Lektorin für europäische Sprachen an der Russischen Staatlichen Pädagogischen A. I. Herzen-Universität. Nach ihrer Pensionierung arbeitete sie bis kurz vor der Präsidentschaft ihres Sohnes noch als Museumsführerin.
Medwedew ist seit 1993 mit Swetlana Medwedewa (geb. Linnik, * 1965) verheiratet, mit der er einen Sohn hat. Swetlana Medwedewa ist Trägerin des Frauenordens der Russisch-Orthodoxen-Kirche Hochwürdige Eufrosinia von Moskau, der herausragenden russischen Frauen verliehen wird. Gegenwärtig fungiert sie als Leiterin des Kuratoriums des Programms „Geistig-moralische Kultur der heranwachsenden Generation Russlands“, das von Patriarch Alexius II. gegründet wurde.
Dmitri Medwedew war in seiner Jugend Atheist, hat sich aber im Alter von 23 Jahren von der russisch-orthodoxen Kirche taufen lassen. In einem Interview sagte er, das Bekenntnis zum Glauben habe sein Leben grundlegend verändert. Er ist Fan des Fußballvereins Zenit St. Petersburg und war Vorsitzender eines Moskauer VIP-Fanclubs dieses Vereins. Er bezeichnete sich als Rockmusik-Fan und nannte unter anderem Deep Purple, Black Sabbath, Pink Floyd und Led Zeppelin als Lieblingsbands.

### Studium, Lehrtätigkeit, Publikationen
Medwedew studierte noch zu Sowjetzeiten Recht an der Staatlichen Universität Leningrad, zu seinen Professoren gehörte Anatoli Sobtschak. 1987 machte er sein Examen, wurde 1990 im Zivilrecht promoviert und schlug zunächst eine Hochschullaufbahn ein. Bis zum Jahr 1999 lehrte er an der juristischen Fakultät seiner Heimatstadt. Daneben beriet er in der ersten Hälfte der 1990er Jahre das Komitee für Auswärtiges beim Petersburger Bürgermeisteramt, das vom späteren Staatspräsidenten Wladimir Putin geleitet wurde. Medwedew und Putin arbeiteten dabei eng zusammen.
Medwedew war 1991 Koautor des ersten postkommunistischen Lehrbuches für Zivilrecht, das 2007 in der 6. Auflage erschien. Im Jahre 2007 publizierte er ein Buch für Studenten unter dem Titel Woprosy nazionalnogo raswitija Rossii (deutsch: Fragen der nationalen Entwicklung Russlands) über die Rolle des russischen Staates in der Wirtschafts- und Sozialpolitik.

### Anfänge im Moskauer Politapparat

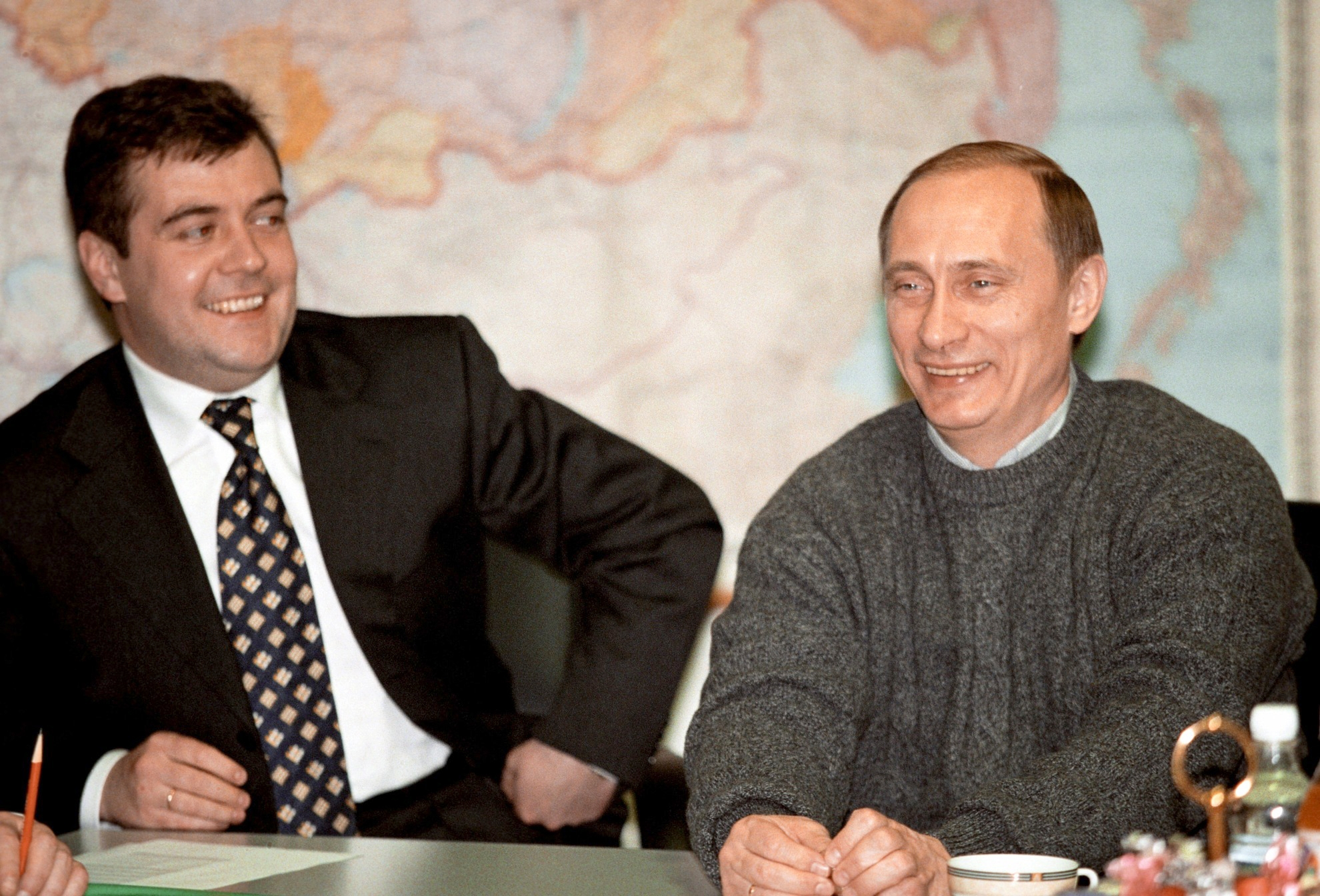
Dmitri Medwedew und Wladimir Putin am 27. März 2000

Als Putin von Boris Jelzin im Juli 1999 zum Ministerpräsidenten ernannt wurde, wurde Medwedew stellvertretender Leiter des Regierungsapparats in Moskau.
Nach Putins Übernahme des Präsidentenamts im Januar 2000 wurde Medwedew stellvertretender Leiter der Präsidialverwaltung und leitete beim Präsidentschaftswahlkampf Anfang 2000 Putins Wahlkampfstab. Am 17. Januar 2000 wurde Dmitri Medwedew durch das von Wladimir Putin als amtierender Präsident Russlands unterzeichnete Dekret zum Wirklichen Staatsrat 1. Klasse der Russischen Föderation (höchster staatlicher Zivildienstrang) befördert. Im Juni 2000 stieg er zum Ersten Stellvertretenden Leiter der Präsidialverwaltung auf. Er wurde für Putins Tagesplanung und für die Koordination von Regierung und Präsidialverwaltung verantwortlich. 2001 übertrug ihm Putin die Durchführung der Reform des öffentlichen Dienstes. Am 30. Oktober 2003 wurde er Leiter der Präsidialverwaltung.

### Tätigkeit im Gazprom-Aufsichtsrat
Neben seiner Tätigkeit in der Präsidialverwaltung ist Medwedew seit Juni 2000 im Aufsichtsrat des führenden russischen Erdgaskonzerns Gazprom, der zu 50 Prozent dem russischen Staat gehört. Vom Juni 2002 bis Juni 2008 war er Vorsitzender des Gazprom-Aufsichtsrats.
In dieser Funktion ergaben sich 2004/2007 Auseinandersetzungen zwischen Medwedew und dem stellvertretenden Leiter der Präsidialverwaltung, Igor Setschin, zugleich Aufsichtsratschef des staatlichen Ölkonzerns Rosneft. Gazprom wollte im Zuge der Zerschlagung des Ölkonzerns Jukos des Oligarchen Michail Chodorkowski Juganskneftegas, die wichtigste Ölproduktionsgesellschaft des Jukos-Konzerns, übernehmen und auf diese Weise zu einem breit diversifizierten Energiekonzern werden. Schließlich erhielt aber Rosneft Juganskneftegas und konnte so zu einem führenden Ölproduzenten aufsteigen. Gazprom kam wenig später im Sommer 2005 durch den Kauf des Ölkonzerns Sibneft des Oligarchen Roman Abramowitsch seinem Ziel näher. Medwedew wirkte auf diese Weise an führender Stelle bei der „Entprivatisierung“ der russischen Energiewirtschaft mit.

### Erster Vize-Ministerpräsident (2005–2008)

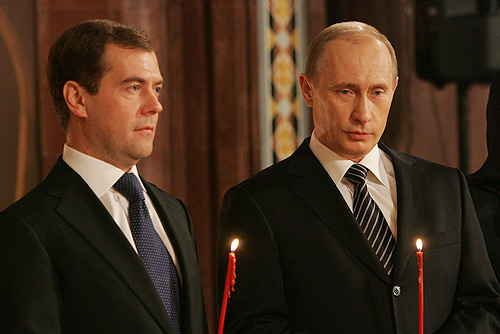
Medwedew mit Wladimir Putin im April 2008 (hier: bei einem Ostergottesdienst in der Moskauer Christ-Erlöser-Kathedrale)

Am 14. November 2005 löste Präsident Putin Medwedew als Leiter der Präsidialverwaltung ab und ernannte ihn zum Ersten Stellvertretenden Ministerpräsidenten. In seinem neuen Amt sollte Medwedew nach dem Willen Putins insbesondere für Reformen im Gesundheits- und Bildungswesen, im Wohnungswesen und in der Landwirtschaft zuständig sein. Medwedew wurde schon seit einiger Zeit, neben Verteidigungsminister Sergei Iwanow, als möglicher Nachfolger Putins gehandelt, der bei den Präsidentschaftswahlen im März 2008 laut Verfassung nicht für eine dritte Amtszeit in Folge kandidieren durfte. Medwedew galt damals als führender Vertreter der Fraktion der „Liberalen“ im Kreml, die in Konkurrenz zu den als Silowiki bezeichneten Vertretern der Interessen von Geheimdienst, Staatsanwaltschaft, Militär und Polizei gesehen wird.

### Russischer Präsident (2008–2012)
Am 10. Dezember 2007 wurde Medwedew von vier Parteien (neben der Kreml-nahen Partei „Einiges Russland“ auch von der Agrarpartei, von „Gerechtes Russland“ und von der liberalen Bürgerkraft) als Präsidentschaftskandidat nominiert. Diese Kandidatur wurde von Wladimir Putin explizit unterstützt. Am 17. Dezember wurde Medwedew von der Partei Einiges Russland bei ihrem Parteitag offiziell als Präsidentschaftskandidat bestätigt.
Bei den Wahlen am 2. März 2008 wurde er zum Präsidenten Russlands gewählt und am 7. Mai vereidigt. Der Präsident hat im politischen System Russlands einen erheblichen Einfluss sowohl auf die Regierung als auch auf die Zusammensetzung des Parlaments.

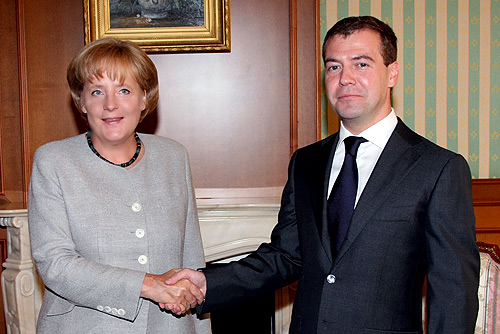
Medwedew mit Angela Merkel im August 2008

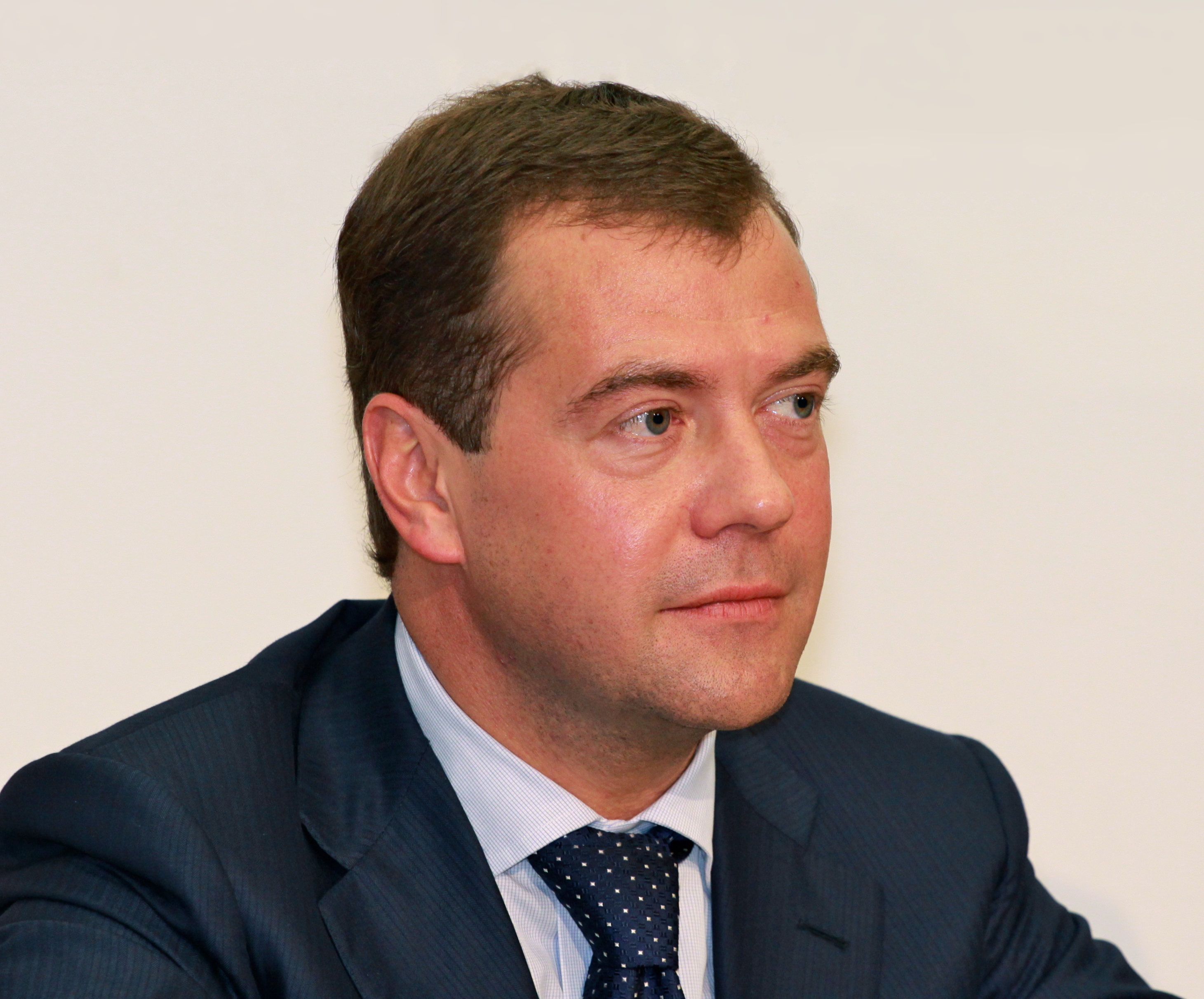
Dmitri Medwedew beim Staatsbesuch in der Schweiz, September 2009

In seinen ersten Amtsmonaten verhinderte er eine noch von Putin angestrengte Verschärfung des Mediengesetzes und bekannte sich zu größeren Anstrengungen im Umweltschutz. In der Abberufung des Generalstabschefs Juri Balujewski sahen Beobachter das Bestreben, die politische Kontrolle über die Streitkräfte zu stärken und nötige Reformen voranzutreiben. Schon vor seinem Amtsantritt hatte er das russische Rechtssystem getadelt:

„Ohne Übertreibung: Russland ist ein Land des Rechts-Nihilismus. Leider (...) kann sich kein anderes europäisches Land mit einem solchen Ausmaß von Rechts-Missachtung rühmen. […] Heute ist dieser ‚Geist‘ der Missachtung des Rechts überall. […] Und schließlich offenbart er sich in schwerer wiegenden Vergehen – in Verbrechen, die leider in großer Anzahl begangen werden, einschließlich Korruption in der Regierung, Korruption, die heutzutage in enormem Ausmaß auftritt und deren Bekämpfung zu einem nationalen Programm werden muss. Wir müssen klar verstehen: wenn wir ein zivilisierter Staat werden wollen, müssen wir zuerst ein Rechtsstaat werden.“

Anfang August 2008 begann unter Medwedew sowohl in Südossetien als auch im georgischen Kernland der sechstägige Kaukasuskrieg zwischen Georgien auf der einen und Russland, Südossetien und Abchasien auf der anderen Seite. Wenige Wochen später verkündete er die russische Anerkennung Südossetiens und Abchasiens. Der Westen reagierte auf sein Vorgehen mit harscher verbaler Kritik.
Am 6. Juli 2009 unterzeichnete er, gemeinsam mit US-Präsident Barack Obama, ein Nachfolgeabkommen des 1991 geschlossenen START-Abkommens. Damit wurden die Atomwaffenarsenale der beiden Staaten weiter verringert.
Im Herbst 2009 berief er den russischen Botschafter aus der Ukraine ab und erklärte gegenüber Der Spiegel, dass dieser erst dorthin zurück komme, wenn der ukrainische Präsident Wiktor Juschtschenko gestürzt sei. Mit diesem seien „keine Kompromisse möglich [...] Darauf muss hart reagiert werden.“
Im Sommer 2010 gab es in Russland verheerende Wald- und Torfbrände. Die Regierung spielte deren Ausmaß zunächst herunter, was viele Russen ihrer Regierung laut Meinungsumfragen sehr verübelten. Medwedew selber sprach erneut von der grassierenden Korruption in Russland und von einem Schaden von 33 Milliarden Dollar, die sie dem Staat jährlich zufüge.
Die Frage, ob das russische Regierungssystem reformiert werden müsste, um die Probleme des Landes besser bewältigen zu können, lehnte Medwedew im September 2010 ab. Eine Umwandlung Russlands in eine parlamentarische Demokratie sei eine Katastrophe für sein Land; ein starkes parlamentarisches System sei für Russland ungeeignet. Das Modell wie etwa in Deutschland – mit einer starken Regierung – lehnte er ab. Medwedew bekräftigte dennoch sein Ziel, Russland zu einem modernen Staat mit freien Menschen zu machen. „Ein Mensch, der eingeschüchtert, abgekapselt ist sowie den Staat, die Polizei und Konkurrenten fürchtet, kann kein Modernisierer sein. Das kann nur ein freier Mensch.“
In der Forbes-Liste der mächtigsten Personen der Welt belegte Dmitri Medwedew im November 2011 Platz 59.
Zahlreiche Hoffnungen des Westens auf Medwedew blieben unerfüllt. Er verzichtete auf eine Kandidatur zu einer zweiten Amtszeit.

### Russischer Ministerpräsident (2012–2020)
Am 24. September 2011 schlug Medwedew auf dem Parteitag von Einiges Russland seinen Vorgänger Putin als seinen Nachfolger für die Präsidentschaftswahlen 2012 vor und erklärte:

„Das ist eine tief durchdachte Entscheidung, die wir seit dem Beginn unserer Kameradschaft besprochen haben. Dass wir das nicht früher bekanntgegeben haben, ist eine Frage der politischen Zweckmäßigkeit.“

Am 8. Mai 2012 wurde Medwedew von der Duma mit großer Mehrheit zum Ministerpräsidenten gewählt.
Offenbar bezugnehmend auf den Bürgerkrieg in Syrien sprach sich Medwedew kurz vor seiner Abreise zum G8-Gipfel in Camp David am 17. Mai 2012 in Sankt Petersburg für die Respektierung der Souveränität von Staaten aus. Übereilte Kriegseinsätze in fremden Staaten würden die Gefahr bergen, dass radikale Kräfte an die Macht kämen. Militäreinsätze und Sanktionen unter Umgehung der Vereinten Nationen würden die Situation in der Welt nicht verbessern. Handlungen, die die staatliche Souveränität untergraben, widersprächen den Prinzipien der UN-Charta und seien gefährlich. Sie „können einmal mit einem regelrechten regionalen Krieg enden und sogar … mit einem Einsatz von Atomwaffen.“ Jedoch wurde als Folge des russischen Kriegseinsatzes in Syrien ab 2015 eine Fluchtbewegung nach Westeuropa und damit eine Flüchtlingskrise ausgelöst. Medwedew bemerkte dazu:

„Ich erinnere daran, dass Russland nicht nur ein christliches, sondern auch ein islamisches Land ist, und wir leben mit unseren islamischen Brüdern, die auf dem Territorium Russlands seit vielen Jahrhunderten leben, in Frieden. Diese Koexistenz war absolut normal und ruhig.“

Am 21. Mai 2012 stellte Medwedew sein neues Kabinett vor und erklärte den Ministern die Ziele seiner Regierung. Tags darauf trat er der Partei Einiges Russland bei. Am 26. Mai 2012 wurde Medwedew auf Vorschlag von Wladimir Putin zum Vorsitzenden der Partei gewählt.
Bei der Militärparade zum 70. Tag des Sieges der sowjetischen Armee im Zweiten Weltkrieg am 9. Mai 2015 fehlte er auf der Ehrentribüne. An seinem 50. Geburtstag wurde er mit dem Verdienstorden für das Vaterland 1. Klasse ausgezeichnet.
Im Dezember 2016 wurde der Minister für wirtschaftliche Entwicklung Alexei Uljukajew aufgrund offensichtlich konstruierter Vorwürfe verhaftet. Medwedew nannte den Vorgang „unvergleichlich“, als er den Verlust für seine Regierung beschrieb, die von der Moscow Times als ohnehin schon „demoralisiert“ beschrieben wurde.

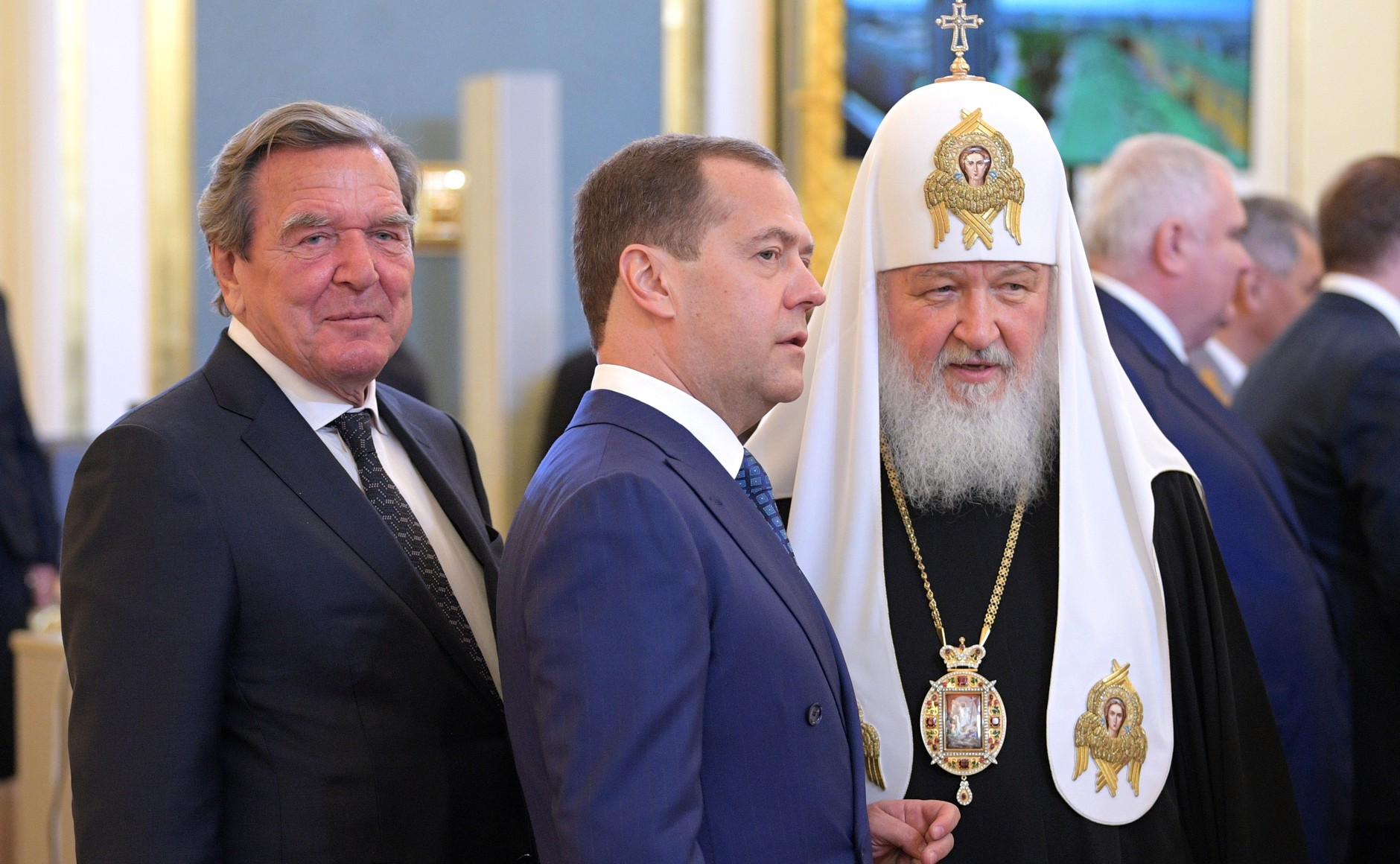
Mit Gerhard Schröder und Patriarch Kyrill bei der Amtseinführung von Präsident Putin 2018

Die Regierung Medwedews wie auch Medwedew selber waren im Volk unbeliebt. Das entsprach der russischen Tradition des „guten Zaren“, wonach für alle Missstände die „Bojaren“ unter dem „guten Zaren“ als „Blitzableiter“ verantwortlich gemacht werden. Andreas Umland beschrieb es mit „Es ist in Russland Tradition, dass Minister und der Regierungschef bei Unzufriedenheit als Prügelknabe für den Präsidenten dienten.“
Am 15. Januar 2020 kündigte Medwedew den Rücktritt seiner Regierung an, nachdem Präsident Putin bekanntgegeben hatte, Verfassungsänderungen anzustreben, die von Beobachtern mit dem Amtsende Putins im Jahr 2024 in Zusammenhang gebracht wurden; so sollte der Ministerpräsident auf Kosten des Präsidenten mehr Macht erhalten, eine Veränderung, die auf einen Ministerpräsidenten Putin zugeschnitten wäre.
Medwedew wurde noch am selben Tag zum Vizechef des Sicherheitsrates ernannt, allerdings sollte gemäß dem Präsidenten die Regierung im Amt bleiben, bis die Nachfolge der Regierung geklärt wäre. Daraufhin schlug Putin Michail Mischustin als neuen Ministerpräsidenten vor, der am 16. Januar vom Unterhaus ohne Gegenstimme bestätigt wurde.

## Positionen, Äußerungen und Rezeption
Medwedew wurde während der ersten Hälfte seiner Präsidialzeit als ‚Liberaler‘ eingeschätzt, der Reformen verwirklichen wollte und allenfalls ein Konkurrent zu Putin sein könnte. Seit dem Beginn des russischen Überfalls auf die Ukraine am 24. Februar 2022 gibt sich Medwedew jedoch öffentlich als großrussischer Hardliner und Kriegstreiber. Die Ukraine ist für Medwedew spätestens seit dem Jahr 2022 „Kleinrussland“. Hatte Medwedew im Jahr 2009 Ukrainer noch als „Brudervolk“ bezeichnet, waren diese für ihn im Jahr 2023 „Bastarde und Degenerierte“. Die Treffen der Staats- und Regierungschef der EU bezeichnete er nach Kriegsausbruch als „Zirkus der Arschlöcher“. Wortmeldungen in diesem Stil begann Medwedew mit Beginn des russischen Überfalls auf die Ukraine beinahe täglich über den Instant-Messenger Telegram zu verbreiten, wo er Stand Februar 2023 mit knapp über eine Million Abonnenten zu einem der meistabonnierten russischen Politiker gehört. Medwedew erklärte, dass sich seine Gefühle mit dem Krieg verändert hätten. Die Bürger sollten zudem „in einfacher, verständlicher und nicht diplomatischer Sprache Informationen bekommen“.
Für den Fall, dass in Russland nicht alles „ruhig“ bleibe, drohte er im Jahr 2022 mit der Wiedereinführung der 2009 aufgehobenen Todesstrafe und sprach sich gegen Ende desselben Jahres im Zusammenhang mit dem innerrussischen Widerstand für die Wiedereinführung aus. Ohne diejenigen Russen, welche sich ins Ausland begeben hatten, sei Russland „stärker und sauberer“. Die aus dem Land Ausgereisten bzw. Geflüchteten nannte er Landesverräter und fragte im Januar 2023 über Telegram, „Was sollen wir mit den Verrätern aus der sogenannten intellektuellen Elite tun, die zum Feind überlaufen?“, und erinnerte an die Frage angeschlossen an die durch den sowjetischen Geheimdienst begangenen extralegalen Hinrichtungen.
Bezüglich seiner Online-Tiraden gegen Regierungen der Ukraine, der EU und der USA erklärte Medwedew im Juni 2022: „Ich werde oft gefragt, warum meine Telegram-Posts so hart sind. Die Antwort ist: Weil ich sie hasse. Sie sind Bastarde und Abschaum. Sie wollen unseren Tod, den Tod Russlands. Und solange ich lebe, werde ich alles tun, um sie verschwinden zu lassen.“ In Italien, das jahrzehntelang bessere Beziehungen zur Sowjetunion pflegte als viele andere westliche Staaten, stieß Medwedews Statement auf besondere Beachtung und löste Bestürzung aus. Vor dem Hintergrund der Untersuchungen des Internationalen Strafgerichtshofs über Kriegsverbrechen im Russisch-Ukrainischen Krieg hat Medwedew Anfang Juli 2022 auf die Atomwaffen seines Landes verwiesen. „Die Idee, ein Land zu bestrafen, das über das größte Atomwaffenarsenal verfügt, ist an und für sich absurd“, schrieb Medwedew auf Telegram. Dadurch werde möglicherweise „eine Bedrohung für die Existenz der Menschheit“ geschaffen.
Der Ukraine drohte er für den Fall einer Rückeroberung der Krim mit dem Tag des Jüngsten Gerichts. Der ukrainische Präsident Wolodymyr Selenskyj wies die Drohungen als „nicht besonders nüchterne Erklärung“ zurück. Er spielte damit auf in Moskau kursierende Gerüchte über Medwedews Alkoholsucht an, die im Juni 2023 vom Portal Wjorstka öffentlich gemacht wurden. Im selben Monat propagierte Medwedew, dass die Ukraine „die Reste staatlicher Souveränität verlieren und von der Weltkarte verschwinden könnte“. Im August 2023 nannte Medwedew als Kriegsziele, die Regierung in Kiew zu stürzen, die Ukraine komplett unter Kontrolle zu bringen und einen Marionettenstaat zu installieren.
Timothy Snyder interpretierte die antisemitischen und antiwestlichen Hassreden als Positionierung Medwedews in einem System, in welchem Putin schwächer werde. Da Medwedew weder einflussreich noch schlau genug sei, um Rivalen wie Nikolai Patruschew im internen Machtkampf zu überholen, seien seine Hassreden Ausdruck seiner Versuche, politisch relevant zu bleiben, urteilte Nina Chruschtschowa. Sie nannte Medwedews Äußerungen „wirklich lächerlich“.
Im März 2023 zitierte Medwedew vor russischen Rüstungsvertretern ein Telegramm von Josef Stalin, in dem dieser während des Zweiten Weltkriegs Rüstungsindustriellen drohte, sie wie Verbrecher zu behandeln, sollten sie seinen Forderungen nicht nachkommen. Medwedew kommentierte, dass die Resultate von Stalins Drohung „beeindruckend“ waren. Im Jahr 2010 hatte Medwedew bzgl. Stalin erklärt, dass dessen Verbrechen gegen das eigene Volk niemals verziehen werden können.
Medwedew behauptete am 11. Juli 2023 (dem ersten Tag des NATO-Gipfels in Vilnius), ein Dritter Weltkrieg würde immer näherrücken. Ende September desselben Jahres erklärte er, dass Russland nach den Annexionen der Süd- und Ostukraine weitere Gebiete der Ukraine annektieren werde; „Die militärische Spezialoperation wird bis zur vollständigen Zerstörung des Nazi-Regimes in Kiew fortgesetzt“.
Zudem drohte er im Falle von Lieferungen von Taurus-Marschflugkörpern an die Ukraine mit direkten Angriffen auf Fabriken in Deutschland. Im November 2023 drohte er Polen in einem Gastbeitrag für die Rossijskaja gaseta indirekt mit dem Ende seiner Staatlichkeit.

## Korruptionsvorwürfe
Im März 2017 kam es russlandweit zu Massendemonstrationen u. a. gegen Dmitri Medwedew, zu denen der Oppositionspolitiker, Rechtsanwalt und Blogger Alexei Nawalny aufgerufen hatte. Zuvor veröffentlichte er den ca. 50-minütigen Videobeitrag mit dem Titel „Für euch ist er kein Dimon“, einer Anspielung auf eine Aussage der Pressesprecherin, in dem das geheime Luxusleben des Ministerpräsidenten gezeigt und er der Korruption beschuldigt wurde. Medwedew dementierte diese Vorwürfe und bezeichnete sie als „Quatsch“. Zum Symbol für die unterstellte Korruption wurden Gummientchen, dies in Anspielung auf das Entenhaus im Gut Milowka. Eine große, öffentlich gezeigte Gummiente konnte auch noch im Februar 2018 zu einer Verhaftung führen.

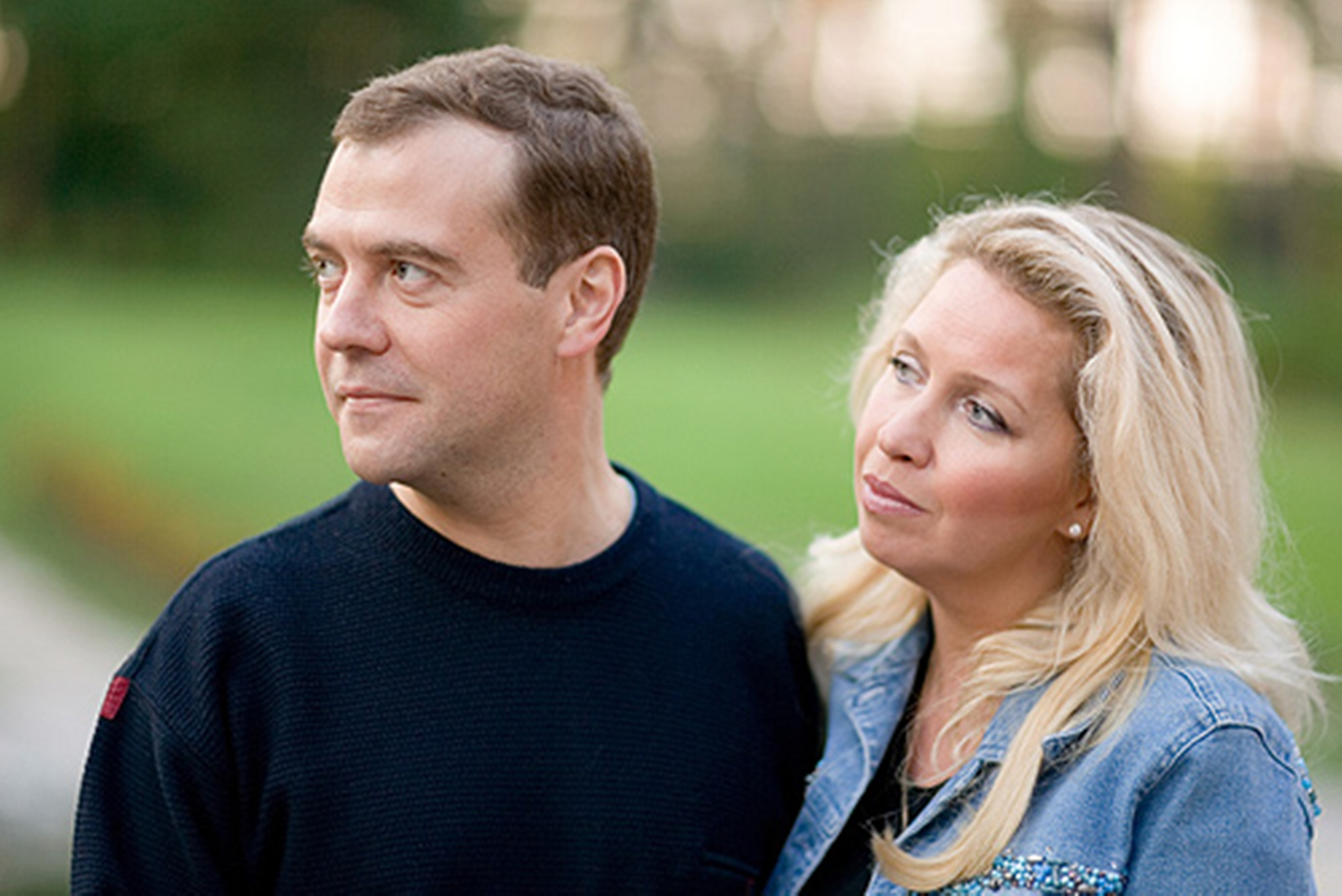
Dmitri Medwedew mit seiner Frau Swetlana Medwedewa (2008)

Medwedew besitzt zwei Wohnungen in Moskau sowie eine in seiner Heimatstadt Sankt Petersburg. Die von Nawalny gegründete Stiftung für Korruptionsbekämpfung berichtete 2016, dass der Familie Medwedew auch das Gut Milowka gehört, für dessen Kauf und Sanierung rund 400 Mio. Euro aus dem russischen Erdgasgeschäft abgezweigt worden sind. Nach Medwedews Machtantritt im Kreml 2008 entstanden bei der aufwändigen Renovierung der Anlage Landeplätze für Hubschrauber, ein Gästehaus, ein Schwimmbad, ein Freilufttheater und ein Pier für Yachten.
Zudem benutzt er mehrere Anwesen, welche angeblich wohltätigen Stiftungen gehören, bei denen aber keine derartigen Aktivitäten erkennbar sind.
Im April 2022 wurde Medwedew auf eine Sanktionsliste der Vereinigten Staaten gesetzt.